# Jiří Sobotka
Jiří Sobotka (Prága, 1911. június 6. – Intragna, Ticino kanton, 1994. május 20.) 23-szoros csehszlovák válogatott, világbajnoki ezüstérmes cseh labdarúgó, csatár, edző. Svájcban Georges Sobotka néven ismert.

## Pályafutása

### A válogatottban
1934 és 1937 között 23 alkalommal szerepelt a csehszlovák válogatottban és nyolc gólt szerzett. Tagja volt az 1934-es olaszországi világbajnokságon ezüstérmet szerzett csapatnak.

## Sikerei, díjai

### Játékosként
- Világbajnokság
  - ezüstérmes: 1934, Olaszország

Slavia Praha
- Csehszlovák bajnokság
  - bajnok: 1932–33, 1933–34, 1934–35, 1936–37
  - gólkirály: 1933–34

### Edzőként
FC La Chaux-de-Fonds
- Svájci bajnokság
  - bajnok: 1953–54, 1955
- Svájci labdarúgókupa
  - győztes: 1948,[3] 1951,[3] 1954, 1955, 1957

FC Basel
- Svájci labdarúgókupa
  - győztes: 1963